# Кастане, Андре
Андре́ Кастане́ (фр. André Castanet) — французский легкоатлет, серебряный призёр летних Олимпийских игр 1900.
На Играх Кастане участвовал только в командной гонке на 5000 м. Он занял в ней восьмое место, но в сумме всех набранных очков его команда заняла второе место, и Кастане получил серебряную медаль.